# Nikolaus Harnoncourt

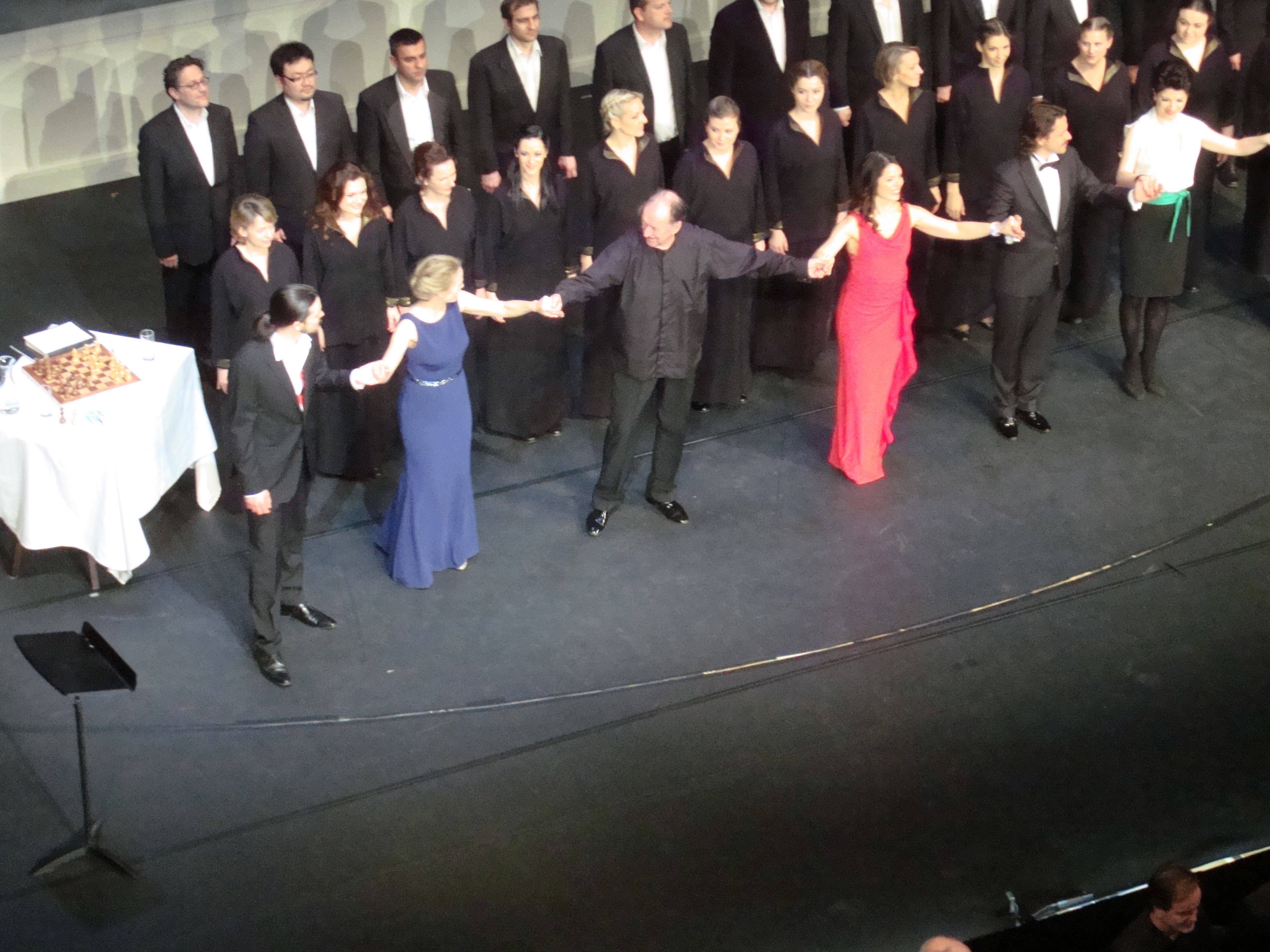
Nikolaus Harnoncourt (derde van links) bij het slotapplaus voor Mozarts Così fan tutte in het Weense Theater an der Wien, 29 maart 2014

Johann Nikolaus Graf de la Fontaine und d'Harnoncourt-Unverzagt (Berlijn, 6 december 1929 – Sankt Georgen im Attergau, 5 maart 2016), algemeen bekend als Nikolaus Harnoncourt, was een Oostenrijkse dirigent, gambist en cellist. Hij stond bekend als pionier van de "authentieke uitvoeringspraktijk" van oude muziek.

## Carrière
Nikolaus Harnoncourt werd geboren in Berlijn, groeide op in Graz en studeerde in Wenen. Van 1952 tot 1969 was hij cellist in de Wiener Symphoniker onder de dirigenten Herbert von Karajan en Wolfgang Sawallisch. Tegelijk begon hij met de bestudering en reconstructie van de 'authentieke uitvoeringspraktijk' van barokmuziek. In 1953 richtte hij met zijn vrouw, de violiste Alice Hoffelner, het ensemble Concentus Musicus Wien op, waarmee hij oude muziek uitvoerde op kopieën van tijdseigen instrumenten.
Daarnaast vervulde hij gastdirigentschappen bij internationale orkesten, zoals het Koninklijk Concertgebouworkest, waarbij hij oude muziek met moderne instrumenten liet spelen. In 1975 werd hij uitgenodigd om in afwijking van de jaarlijkse, al door Willem Mengelberg in 1899 ingestelde traditionele Matthäus-Passion, op Palmzondag de Johannes-Passion van Johann Sebastian Bach te dirigeren in het Amsterdamse Concertgebouw. Zijn interpretatie, met een sterk verkleinde koor- en orkestbezetting en met hogere tempi dan men gewend was, vormde een radicale breuk met de traditioneel gegroeide speelwijze. Door het vermijden van vibrato en legato veranderde de klank van de strijkinstrumenten en ook bij de blazers bracht hij oude speelwijzen terug. Er was een heftige discussie tussen voor- en tegenstanders, maar inmiddels zijn Harnoncourts uitgangspunten (doorzichtigheid, felle expressie en getrouwheid aan de partituur) algemeen geaccepteerd, ook bij het gebruik van modern instrumentarium. Deze principes paste hij gelijkelijk toe bij zijn uitvoeringen en opnamen van werken van 19e-eeuwse componisten als Beethoven, Schubert, Bruckner, Josef Lanner, Johann Strauss jr. en Jacques Offenbach en ook bij een 20e-eeuwer als George Gershwin.
Van 1971 tot 1990 nam hij samen met Gustav Leonhardt alle cantates van Bach op, een megaproject.
Harnoncourt kreeg in 2000 de titel 'honorair gastdirigent' bij het Koninklijk Concertgebouworkest, in totaal was hij 276 keer te gast. In 2001 en 2003 dirigeerde hij het bekende Nieuwjaarsconcert in Wenen.
Op 5 december 2015, een dag voor zijn 86ste verjaardag, kondigde Harnoncourt aan zijn carrière te beëindigen. "Mijn fysieke krachten dwingen mij af te zien van mijn plannen voor de toekomst", schreef de orkestleider in een brief aan zijn publiek. Exact drie maanden later stierf hij op 5 maart 2016.

## Familie
Harnoncourt is een lid van de sinds 1627 grafelijke familie De la Fontaine und d'Harnoncourt-Unverzagt en een zoon van Dr. Ir. Eberhard Graf de la Fontaine und d'Harnoncourt-Unverzagt (1896-1970) en diens tweede echtgenote Laja Gräfin von Meran, Freiin von Brandhofen (1899-1997). Via zijn moeder, dochter van Johann en kleindochter van Frans van Merano, was hij een afstammeling van aartshertog Johan van Oostenrijk. Zijn halfbroer Renatus (1924) was kapelmeester; zijn zwager Kurt Theiner (1928) is ook musicus en was verbonden aan het Wiener Symphoniker. Hij trouwde in 1953 met Alice Hoffelner met wie hij vier kinderen kreeg, onder wie de vioolbouwer, acteur en regisseur Eberhard Harnoncourt (1957-1990) die door een auto-ongeluk om het leven kwam. Zijn dochter Elisabeth von Magnus, mezzosopraan en alt, trouwde in tweede echt met de Nederlandse (koor)dirigent Simon Schouten, medeoprichter van het Amsterdam Baroque Choir.

### Publicaties (selectie)
- (de) N. Harnoncourt (1993). Die Macht der Musik : Zwei Reden. Residenz Verlag. ISBN 9783701708277.
- (en) N. Harnoncourt, R.G. Pauly (1995). Baroque Music Today : Music As Speech. Amadeus Press. ISBN 9780931340918.
- (en) N. Harnoncourt, R.G. Pauly (1997). The Musical Dialogue : Thoughts on Monteverdi, Bach, and Mozart. Amadeus Press. ISBN 9781574670233.
- (de) N. Harnoncourt (2009). Musik als Klangrede : Wege zu einem neuen Musikverständnis. Residenz-Verlag. ISBN 9783701731664.
- (de) N. Harnoncourt, A. Harnoncourt (red.) (2017). Wir sind eine Entdecker-gemeinschaft : Aufzeichnungen zur Entstehung des Concentus Musicus. Residenz-Verlag. ISBN 978-3-7017-3428-3.

### Over Nikolaus Harnoncourt
- (de) M. Mertl (1999). Vom Denken des Herzens : Alice und Nikolaus Harnoncourt. Residenz-Verlag. ISBN 3-7017-1051-1.
- (de) M. Mertl, M. Turković (2003). Die seltsamsten Wiener der Welt: Nikolaus Harnoncourt und sein Concentus Musicus : 50 Jahre musikalische Entdeckungsreisen. ISBN 978-3701712670.
- (de) S.M. Gruber (2003). Unmöglichkeiten sind die schönsten Möglichkeiten : die Sprachbilderwelt des Nikolaus Harnoncourt. Residenz-Verlag. ISBN 9783701713455.
- (de) W. Gratzer (2009). Ereignis Klangrede : Nikolaus Harnoncourt als Dirigent und Musikdenker. Rombach, Freiburg. ISBN 978-3-7930-9551-4.
- (en) M. Huber, O. Hochreiter (red.) e.a. (2009). Being Nikolaus Harnoncourt. Styria. ISBN 9783222132803.